# أشيكاغا تاكا-أوجي
أشيكاغا تاكا-أوجي (باليابانية: 足利 尊氏) عاش (1305-1358 م): قائد ياباني، مؤسس سلالة الـأشيكاغا، وأول الـشوغونات فترة موروماتشي.

## المولد والنشأة
ينحدر تاكا-أوجي من عائلة الـأشيكاغا، فرع من عشيرة الـميناموتو، شكلوا جماعة من الـساموراي وضعت نفسها في خدمة الإمبراطور سه-ئيوا. سيطرت هذه الطائفة على أراضي شاسعة حول منطقة أشيكاغا (ومنها استمدت اسمها)، الواقعة بمقاطعة شيموتسوكي (下野) - اليوم توشيغي (栃木) -. ولد تاكا-أوجي في مقاطعة كازوتسا لأب كان حاكما عليها. كانت عائلته تحكم تلك المناطق من قبل عشيرة الـهوجو (الأوصياء على الشوغونات من أسرة الـميناموتو). دخل تاكا-أوجي في خدمة الوصي هوجو تاكاتوكي ح(1303-1333 م) وبفضل حنكته أصبح قائدا على جيوشه.

## المواجهة مع الإمبراطور
سنة 1331 م يقوم هوجو تاكاتوكي بنفي الإمبراطور غو دائي-غو، رفض الأخير أن يستسلم للأمر الواقع. بعد بداية محاولات المغول غزو للبلاد، أصبح نظام الشوغانات مشغولا بمواجهة الهجمات القوات المغولية. استغل الإمبراطور المنفي هذا الظرف وجمع من حول الأنصار استعدادا للمواجهة. سنة 1333 م وجه الـوصي (كان يحكم باسم الـشوغون) جيشا على رأسه تاكا-أوجي، كانت وجهته العاصمة الإمبراطورية، ومهمته قمع التمرد وإخضاع الإمبراطور. استطاع الأخير إقناع القائد الشاب الانضمام إليه، ثم عززت الظروف موقف الإمبراطور عندما انتصر حليفه نيتا يوشيسادا ع(1301-1338 م) في كاماكورا. لم يستطع الوصيهوجو تاكاتوكي أن يتحمل الصدمة، ففضل الانتحار. كانت هذا الحدث نهاية فترة شوغونات كاماكورا، سميت الفترة التالية باسم استعراش كنمو دامت ثلاث سنوات فقط (1333-1336 م). قام الإمبراطور فور استعراشه (إعادة إلى العرش) بتنصيب ابنه شوغوناً، الأمر الذي أغضب عليه تاكا-أوجي. أخذ الأخير بزمام الأمور وقام بغزو العاصمة الإمبراطورية كيوتو، فر غو دائي-غو إلى الشمال من نارا وأسس بلاطا جديدا.

## الشوغونية
بعد انتصاره في كيوتو أمام قوات الإمبراطور، حقق تاكا-أوجي انتصارا ثانيا أمام قوات نيتا يوشيسادا. قام بتنصيب الإمبراطور الجديد كوميو (1336-1348 م)، ثم نصب نفسه شوغونا سنة 1338 م. أصبح بذلك أول الشوغونات من أسرة الـأشيكاغا، حكمت الأسرة بلاد اليابان طوال فترة موروماتشي حتى سنة 1573 م. تسببت حالة التنافس بين البلاطين الإمبراطوريين في قيام حرب أهلية، دامت هذه الحرب طيلة فترة التي عرفت باسم نان بوكوشو أو فترة البلاطين الجنوبي والشمالي (南北朝時代)، ودامت حتى 1392 م.
عرف عن تاكا-أوجي شغفه بالرسم والشعر والموسيقى، كما كان شديد التعلق بالمذهب البوذي، كما قام بتشييد العديد من المعابد الخاصة بطائفة زن البوذية.